# 11. dynastie

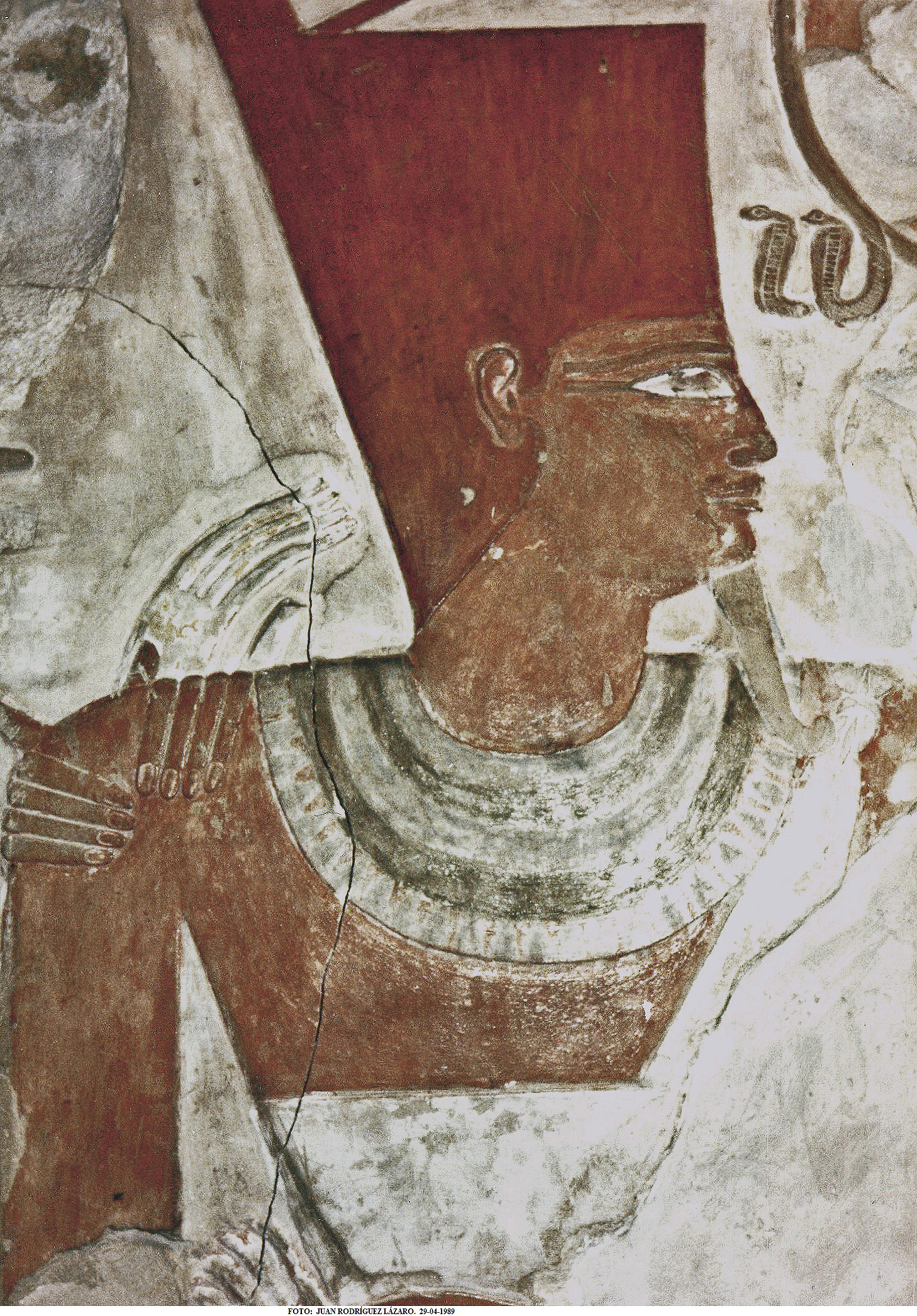
Reliéf Mentuhotepa II. zádušní chrám Deir el Bahri

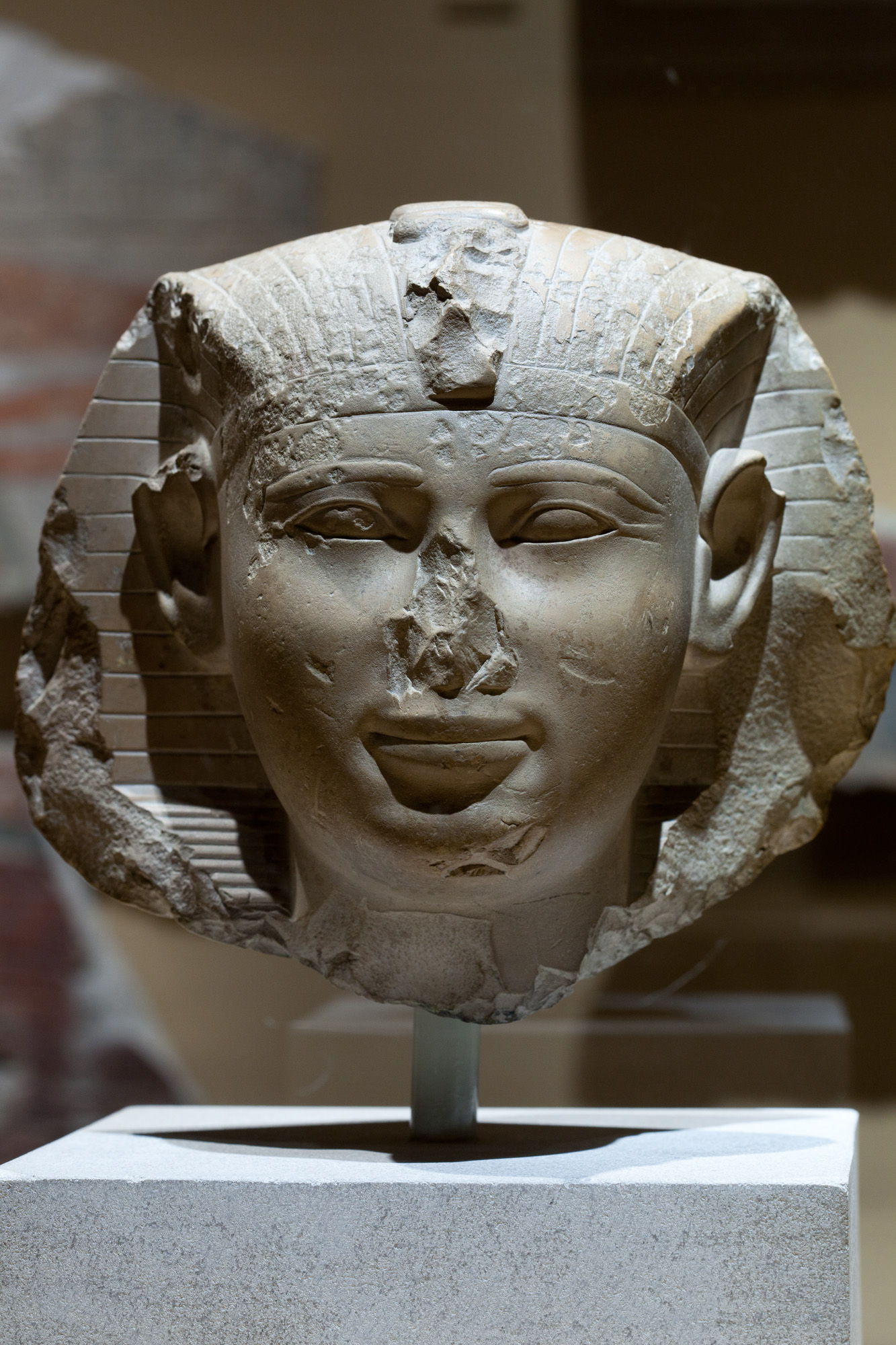
Busta Mentuhotepa III.

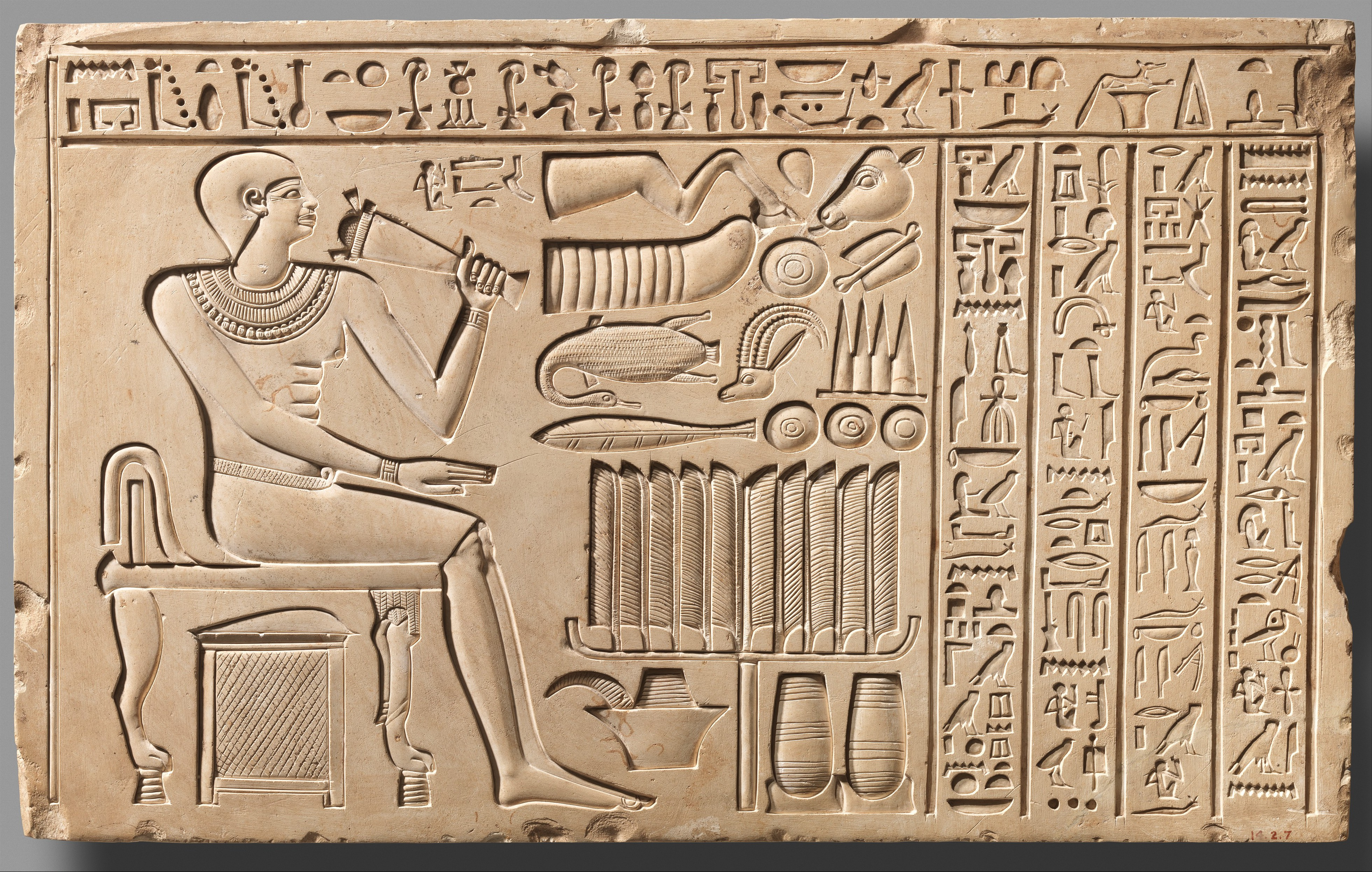
Stéla vrátného Maatiho, představený pokladu, vezír a také princ Intef

11. dynastie je jednou ze staroegyptských královských dynastií řazených egyptology do historického období označovaného jako První přechodné období a počátku Střední říše. Je možné, že dynastie vzešla z nomarchy Théb Antefa Staršího, jehož nástupce Mentuhotep I. je už v záznamech označován faraonem. Je ovšem možné, že i on byl za svého života pouze nomarchou a až jeho potomci ho považovali za zakladatele dynastie a faraona. První čtyři panovníci 11. dynastie, zhruba v období mezi lety 2080–2020 př. n. l., neměli moc nad celým Egyptem a soupeřili s 10. dynastií (v Herakleopoli). Nepřehledné archeologické nálezy nedávají dostatečný pohled na tuto dobu. Teprve nástup vlády Mentuhotepa II. opět vedl k sjednocení vlády v Egyptě.Théby se tak staly hlavním městem Egypta. Trvání 11. dynastie se datuje do let 2080–1940 př. n. l.

## Panovníci

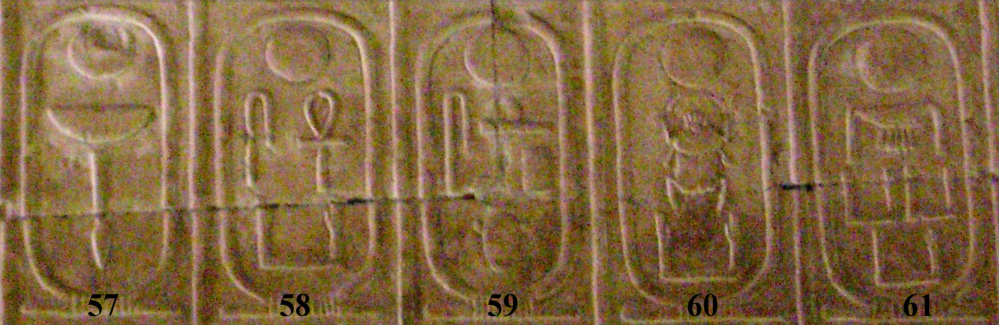
Kartuše panovníků 11. dynastie
57 – Mentuhotep II., 58 – Mentuhotep III., 59 – (12. dynastie) Amenemhet I., 60 – Senusret I., 61 – Amenemhet II.

| mn · n · V13 | w | Htp · t · p | O29V |

| mn · n · V13 | w | Htp · t · p | O29V |

| W25 | N35 · X1 · I9 |

| W25 | N35 · X1 · I9 |

| W25 | O29V | N35 · X1 · I9 |

| W25 | O29V | N35 · X1 · I9 |

| N35 · M3 · X1 | V30 · D1 · Z1 | F35 |

| N35 · M3 · X1 | V30 · D1 · Z1 | F35 |

| Y5 · N35 · V13 | G43 | R4 · X1 · Q3 |

| Y5 · N35 · V13 | G43 | R4 · X1 · Q3 |

| Y5 · n · V13 | G43 | R4 · t · Q3 |

| Y5 · n · V13 | G43 | R4 · t · Q3 |

| mn · n · T | w | Htp · t · p |

| mn · n · T | w | Htp · t · p |